# Faragó Tibor
Faragó Tibor (Budapest, 1948. december 9. –) matematikus, környezetkutató, humánökológus, c. egyetemi tanár

## Életpálya
Matematikus (egyetemi diploma, 1972, Művelődésügyi Minisztérium ösztöndíja, Állami Egyetem, Szentpétervár); egyetemi doktori cím matematikai tudományszakon (valószínűségszámítás, matematikai statisztika, 1979; Eötvös Loránd Tudományegyetem, Budapest); posztgraduális klimatológiai továbbképzés (oklevél, 1981, USA/NOAA Nemzeti Éghajlati Központ, Asheville, Észak-Karolina); tudományok kandidátusa cím földrajz tudományszakon (1987, MTA, Tudományos Minősítő Bizottság, Budapest); közigazgatási alap- és szakvizsga (1995, 2001).
Az ELTE Környezettudományi Doktori Iskolájának oktatója, a Szent István Egyetem (SzIE/MATE) címzetes egyetemi tanára, a Budapesti Corvinus Egyetem vendégtanára. Hosszabb ideje a környezet és a társadalom globális szintű kölcsönhatásainak, a nemzetközi környezeti kormányzás folyamatának, a multilaterális környezeti megállapodások fejlődésének vizsgálatával foglalkozik.
A Környezetvédelmi Minisztérium munkatársa 1992-2010 között különböző beosztásokban (környezetstratégiai tervezésért, a Nemzeti Környezetvédelmi Program előkészítésének, végrehajtásának koordinálásért, nemzetközi és EU-együttműködésért felelős főosztályvezető 1994-től; környezetpolitikai és klímapolitikai ügyekért felelős államtitkár 2009-től). Egyetemi végzettségét követően előbb a Távközlési Kutató Intézet, majd a Központi Meteorológiai Intézet munkatársa (1990-92 között a KMI mb. majd kinevezett igazgatója). 2000-ben a WWF-Magyarország környezetpolitikai munkatársa.

## Részvétel hazai és nemzetközi szakmai együttműködésben
Több nemzetközi szervezettel, EU-intézménnyel kapcsolatos együttműködésben a kinevezett nemzeti koordinátor, szakmai képviselő illetve szakmai főtárgyaló 1992-2010 között; e nemzetközi szervezetek, ill. egyezmények: ENSZ Fenntartható Fejlődési Bizottság (CSD), ENSZ Környezeti Program (UNEP), Globális Környezeti Alap (GEF), ENSZ Éghajlatváltozási Keretegyezmény (UNFCCC) és Kiotói Jegyzőkönyve, Egyezmény a Kárpátok védelméről és fenntartható fejlődéséről; „Környezetet Európának” ENSZ-EGB-program; EU Környezetpolitikai Értékelő Csoport, EU Nemzetközi Környezetügyi Munkacsoport. 1990 óta foglalkozik az Éghajlatváltozási Kormányközi Testülettel (IPCC) való hazai szakmai együttműködés elősegítésével, 2010-ig a Testülettel kapcsolatos feladatok nemzeti koordinátora. Az ENSZ Éghajlatváltozási Keretegyezmény tudományos tanácsadó testületének első választott elnöke (1995-97); az ENSZ Fenntartható Fejlődés Bizottság alelnöke (1998-99)

## Szakmai publikációk
Mintegy kétszáz tudományos és ismeretterjesztő tanulmány alkalmazott matematikai, környezetvédelmi, nemzetközi együttműködési témakörökben. Néhány publikáció: 
- 1981: Éghajlat és társadalom. Magyar Tudomány, 142:7-8, 503-509. o.
- 1990: Extremes and design values in climatology. WMO / WCAP-14, World Meteorological Org. No.386 (T. Faragó; R.W.. Katz)
- 1991: Az éghajlat változékonysága és változása (szerk. Faragó Tibor, Iványi Zsuzsanna, Szalai Sándor) KTM-OMSZ
- 1992: Az Egyesült Nemzetek Szervezetének Környezet és Fejlődés Konferenciája: tények és adatok. ENSZ Konferencia Magyar Nemzeti Bizottsága (szerk: Bulla M.; Faragó T.; Nathon I.)
- 1994: Hungary: stabilisation of the greenhouse gas emissions. National communication on the implementation of commitments under the United Nations Framework Convention on Climate Change (szerk. Pálvölgyi T., Faragó T.); FFB, Bp.
- 1994: Környezet és társadalom közös jövője. Az ENSZ Környezet és Fejlődés Konferenciáján elfogadott "Feladatok a XXI. századra" című program (szerk. Faragó T., Gyulai I.); FFB, Bp.
- 1994: Nemzetközi környezetvédelmi és természetvédelmi egyezmények (szerzők: Bándi Gy., Faragó T., Lakosné H.A.); KTM, Bp.
- 1996: Környezetbiztonság: az ENSZ programjai és a hazai feladatok (szerk.: Faragó T.) KTM, Bp.
- 1998: Az üvegházhatású gázok kibocsátásának csökkentése. Kiotói jegyzőkönyv az ENSZ éghajlatváltozási keretegyezményéhez és a hazai feladatok (Faragó T.; Foltányi Zs.; Pálvölgyi T.; Poós M.); FFB, Bp.
- 2000: Accidental transboundary water pollution: principles and provisions of the multilateral legal instruments; WWF, Office of the Gov. Commiss. for the Tisza and Szamos Rivers. (T. Faragó, Zs. Kocsis-Kupper)
- 2002: Nemzetközi együttműködés a fenntartható fejlődés jegyében és az Európai Unió fenntartható fejlődési stratégiája (szerk. Faragó T.) FFB, Bp.
- 2002: Magyarország részvétele a nemzetközi környezetvédelmi együttműködésben. OKT - MTA Szoc. Kut. Int.
- 2002: Világtalálkozó a fenntartható fejlődésről. A találkozó programja, résztvevői, dokumentumai és értékelése. (Faragó T.; Feiler J.; Gellér Z.; Láng I.) FFB, Bp.
- 2003: Nemzetközi együttműködés az éghajlatváltozás veszélyének, az üvegházhatású gázok kibocsátásának csökkentésére; KvVM–Debreceni Egyetem (Faragó T., Kerényi A.)
- 2004: A Globális Környezeti Alap. (Pató Zs., Faragó T.); KvVM, Bp.
- 2006: Multilateral environmental agreements and their implementation in Hungary (ed.: Faragó T.) KvVM, Bp.
- 2010: Climate change and Hungary. Mitigating the hazard and preparing for the impacts. The "Vahava" report (eds.: Faragó T., Láng I.,  Csete L.) MTA, Bp.
- 2011: A társadalmak környezeti sebezhetősége, ellenálló- és alkalmazkodó képessége. In: "Sebezhetőség és adaptáció" MTA Szociológiai Kutatóintézet, 51-64. o.
- 2012: International environmental and development policy cooperation and the transition process of the CEE countries. Grotius
- 2013: A hazai környezetügy az elmúlt negyedszázadban. Országgyűlés FFB, Bp.
- 2013: A nemzetközi fejlesztési együttműködés céljai és a fenntartható fejlődési célok. Statisztikai Szemle, 91:8-9, 823-841. o.
- 2013: A globálisan növekvő hulladékmennyiség és a kezelésére irányuló nemzetközi törekvések. Ipari Ökológia, 2:1, 43-76. o.
- 2015: A folyékony ezüst tündöklése és bukása. Magyar Kémikusok Lapja. 70:1 (1. rész), 11-14. o.; 70:2 (2. rész) 43-47. o.
- 2016: A párizsi klímatárgyalások eredményei. Magyar Energetika, 23:1, 8-12. o.
- 2016: The anthropogenic climate change hazard: role of precedents and the increasing science-policy gap. Időjárás, 120:1, pp. 1-40
- 2016: Világunk 2030-ban: a nemzetközi együttműködés új egyetemes programja. Külügyi Szemle, 15:2, 3-24. o.
- 2017: Az ózonréteg megmentése: egy globális környezeti átterhelés évfordulói és tanulságai. Magyar Tudomány, 178:9, 1105-1113. o.
- 2018: A nemzetközi és a vitatott tengeri területek kőolajkészletei. In: „Környezet és energia”, MTA DAB, 25-31. o.
- 2018: Környezettudomány és szkepticizmus: környezeti kibocsátások káros hatásainak felismerése és elismerése. Magyar Tudomány, 179:9, 1289-1303. o.
- 2019: Energiát mindenkinek, de fenntarthatóan! A globális energiapolitikai együttműködés kibontakozása. Magyar Energetika, 26:2, 16-21. o.
- 2022: A kő(szén)korszak vége az energiatermelésben? Magyar Energetika, 29:1, 26-30. o.
- 2022: Közös környezetünk és a globalizáció: árnyak és remények. A veszélyek felismerése és a nemzetközi együttműködés története, tanulságai és jövője. Akadémiai Kiadó, 216 o. (ISBN 978-963-454-765-5)
- 2023: Planetáris környezetünk veszélyeztetése és megmentése: mérgező nehézfém örökségünk, veszélyes szennyező anyagaink, kikezdett ózonpajzsunk és túlhevülő közös üvegházunk. Akadémiai Kiadó 344 o. (978-963-454-900-0)

## Díjak, elismerések
- A Magyar Köztársasági Érdemrend tisztikeresztje (2008)
- Magyar Köztársasági Arany Érdemkereszt (2004)
- Környezetünkért Díj (2003)
- Magyar Meteorológiai Társaság Steiner Lajos díj (1995)
- Magyar Meteorológiai Társaság Róna Zsigmond emlékdíja (1985)
- Bolyai János Matematikai Társulat Farkas Gyula emlékdíja (1976)
- Felsőoktatási Tanulmányi Érdemérem (1973)